# Fissolimbus fallaciosus
Fissolimbus fallaciosus är en svampart som beskrevs av E. Horak 1979. Fissolimbus fallaciosus ingår i släktet Fissolimbus och familjen Marasmiaceae.   Inga underarter finns listade i Catalogue of Life.